# Краон, Робер де
Робе́р де Крао́н (фр. Robert de Craon, лат. Robertus de Burgundio) (ум. 13 января 1147) — великий магистр ордена Храма с 1136 года.

## Биография
Робер де Краон впервые упоминается в источниках в 1093 году. Он был сыном Рено де Краона, сеньора Краона и Эннаген де Витре (Enagen de Vitre), правнук Рено I Неверского и Аделаиды Французской, дочери короля Франции Роберта II Благочестивого. За своё происхождение Робер получил прозвище «Бургундец».
Робер был третьим сыном из четырёх, что подразумевало его посвящение в духовный сан. Однако он решил сделать светскую карьеру. Свои ранние годы он, Робер, провел при дворе графа Ангулемского, а затем поступил на службу к герцогу Аквитании. Предположительно из-за спора с соперником за руку богатой наследницы он отправился в Палестину, чтобы войти там в 1126 году в орден тамплиеров.
В 1132—1136 годах Робер де Краон занимал должность сенешаля ордена в Европе. В течение этого времени он заботился главным образом об испанских делах. Узнав в 1136 году о смерти великого магистра Гуго де Пейна, он вернулся в Палестину, где был избран новым магистром.
В том же году сельджуки совершили набег на город Текоа на Мертвом море. Тамплиеры во главе с Робером успешно защищали город. Погнавшись за бегущими турками, они были пойманы в засаду, в которой многие из них были убиты, в том числе знаменосец Бернар Вашер. Робер оказал помощь тамплиерам в Испании, отправив туда флот из 70 судов для обороны Лиссабона против мавров.
В 1139 году папа Иннокентий II издал буллу Omne Datum Optimum, поставившую орден в прямую зависимость от папы и даровавшую ему массу привилегий. Дата принятия буллы считается исторической, поскольку она являлась официальным подтверждением независимости Ордена Храма от католической Церкви.